# Sigma Nordsjælland
Sigma Nordsjælland (i daglig tale blot Sigma) er et dansk startfællesskab, som består af svømmeklubberne Allerød Svømmeklub og Birkerød Svømmeklub. Startfællesskabet blev dannet i 1998, og har i mange år været blandt de dominerende klubber i Danmark. Sigma har nogle af de hurtigste svømmere i Danmark (2008), og havde f.eks. fire svømmere med til OL i Beijing.
Træner for senior-svømmerne er i øjeblikket svenskeren Jonas Lundström.
Sigma Nordsjælland råder over fire 25 m haller, 2 styrketræningslokaler og har aftale med Fitness.dk, de har lokaler til brug for møder, undervisning og teori i tæt tilknytning til træningsstederne og på aftalebasis har de adgang til 50 meter haller.

## Nuværende og tidligere elitesvømmere fra Sigma
- Lotte Friis (indtil 2011)
- Pernille Blume
- Magnus Jákupsson (svømmede for Sigma Nordsjælland indtil marts 2015)
- Julie Hjorth-Hansen
- Mads Glæsner
- Louise Jansen
- Ditte Jensen